# Gáldy Béla
Gáldy Béla (Szerencs, 1884. szeptember 2. – Budapest, 1945. január 12.) magyar-latin szakos középiskolai tanár, az Óbudai Árpád Gimnázium igazgatója 1927-1942.

## Szakmai életútja
Gajda Béla középiskolai tanulmányait 1894-1901 között a Kisújszállási Református Főgimnáziumban végezte, ott 1902-ben jeles eredménnyel leérettségizett. 1902-1907 tanévekben a Budapesti Királyi Magyar Tudományegyetem bölcsészeti karának hallgatója volt s szaktárgyain, a magyar nyelv és irodalmon s latin filológián kívül főként művészettörténeti és filozófiai tanulmányokkal foglalkozott.
Mint a Tanárképző Intézet ösztöndíjas tagja, 1907. május hónapban kitüntetéssel szerezte meg tanári oklevelét. Az 1906/07. tanévben a Besztercebányai Királyi Katolikus főgimnáziumban gyakorló tanár, majd 1907. szeptemberében az akkor felállított Karánsebesi (Krassó- Szörény vármegye) Állami Főgimnáziumhoz kerül s 1911-ig mint helyettes, azután 1918-ig mint rendes tanár ebben a túlnyomó többségben idegenajkú (román és német) tanulóktól látogatott gimnáziumban működik. Az iskola igazgatójának másirányú megbízatása, majd 1914-ben hadba vonulása folytán éveken át mint helyettes igazgató önállóan vezette az intézetet, mely ekkor kap új épületet és berendezést. A világháború alatt iskolai munkájának ellátása mellett Karánsebes városánál mint tb. tanácsnok közigazgatási teendőket is végez s felügyelő ellenőre egy 540 ágyas kisegítő Vöröskereszt kórháznak. E munkásságáért 1916-ban a Vöröskereszt II. o. hadiékítményes díszjelvényével, 1917-ben a III. o. polgári hadiérdemkereszttel, 1918-ban pedig a Ferenc József rend lovagkeresztjével tüntette kiIV. Károly király. 1918, augusztusában Zichy János gróf kultuszminiszter a Nagyváradi Állami Leánygimnázium szervezésével, majd vezetésével bízza meg. A csakhamar bekövetkező román megszállás szörnyű idején két évig tudja életben tartani az intézetet (ez idő alatt a Premontrei Főgimnáziumban is tanít magyar és román nyelvet), 1920. nyarán azonban a megszállók kiutasítják Nagyváradról, illetve „Nagyrománia területéről“ s erőszakkal átteszik a trianoni határon. A Békéscsabai Állami Lorántffy Zsuzsa Leánygimnázium igazgatói tisztére nyer beosztást s itt működik 1927. szeptemberéig. Ez idő alatt a várossal új épületet emeltet az iskolának, mely elavult és célszerűtlen elhelyezése miatt már megszüntetésre volt kijelölve s így az intézet életben maradt. E munkásságáért miniszteri elismerésben részesült s a város képviselőtestülete köszönetét nyilvánította neki. 1922-ben az Urmánczy-féle irredenta párt programjával képviselőjelöltnek lépett fel a magyarkanizsai (szőregi) választókerületben. 1927. szeptemberében kerül az Óbudai Árpád Gimnázium élére. 1942 június 30-ig volt a gimnázium vezetője.  Horthy Miklós kormányzó 1935-ban a tanügyi főtanácsosi címmel tünteti ki, majd 1938-ban tanügyi főtanácsos gimnáziumi igazgatóvá nevezi ki. Itteni működésének maradandó jele lesz, hogy itt is sikerült neki az iskola korszerű elhelyezését s így jövőjét is az új, modern épület létesítésével biztosítani. Irodalmi téren: 1907—- 1914-ig szerkesztője volt a Szörénység c. lapnak, főmunkatársa a Temesvári Hírlapnak, 1920-tól 1927-ig a Körösvidéknek, 1932—34. főszerkesztője az Új Magyar Vetés c. ifjúsági lapnak, majd a Könyvszemlének. Ezeken kívül számos más lapban és folyóiratban igen sok különféle cikke jelent meg. Több ifjúsági színdarabját adták elő. A cserkészmozgalomban is részt vett. Vizsgázott cserkésztiszt volt, több éven át az Országos Intéző Bizottság tagja s az 1929. angliai Jamboreen egy csapat parancsnoka. A tanárság rendi mozgalmaiban is egész pályája alatt tevékenykedett. Kb. 10 év óta alelnöke az Országos Középiskolai- Tanáregyesületnek. Gajda Béla 1934-ben a nevét Gáldy Bélára magyarosította.
1909-ben feleségül vette Wolszky Frida állami polgáriskolai tanárnőt. Budapest ostroma alatt hunyt el 1945 január 12. körül, a családja egy fateknőben temette el a Déli pályaudvar mellett. Napokkal később alkalmi sírja helyén egy óriási bombatölcsér tátongott. Gáldy Béla így ma is jeltelen sírban nyugszik.

## Fontosabb művei
- Nemzetiségeink nyelve a középiskolában. Magyar Figyelő 1916/3.[15]

- Az irredentizmus a középiskolában. Magyar Művelődés, 1928. 1-5. sz.[16]

## Tanítványai emlékezéseiből
- Barta András. Emlékezés az alma materre. A jó iskola az állandóság és a változás egysége. Beszélgetés Sinkovits Imrével. Magyar Nemzet, 1980-08-20. 195. szám. „az első óra német volt (már nem Kunszery tanította); Petőfi, Kossuth, Széchényi képeivel és piros-fehér-zölddel tapétáztuk ki az osztályt.[] A feljelentés után egy óra múlva megjelent az igazgató, Gáldy Béla, immár egyedül, a padok mellett feszes vigyázban álltunk, és vártuk a vihart. De a „diri” egészen halkan csak ennyit mondott: „Fiaim, az Isten áldjon meg benneteket, köszönöm.” Magyar Nemzet, 1980-08-20. 195. sz.[17]